# Роковое предупреждение
«Роковое предупреждение» (англ. The Fatal Warning) — мистический немой сериал режиссёра Ричарда Торпа. Фильм считается утраченным и неизвестно, есть ли его экземпляры.

## Сюжет
Неожиданно исчезает обвиняющийся в краже служащий банка. Однако его дочь и её друг-криминалист отправляются на его поиски, чтобы восстановить его доброе имя.

## В ролях
- Хелен Костелло — Дороти Роджерс
- Ральф Грейвс — Рассел Торн
- Джордж Перайольет — Уильям Роджерс
- Филипс Смэйли — Леонард Тейлор
- Борис Карлофф — Маллинс
- Ллойд Уайтлок — Норман Брукс
- Сид Кроссли — Доусон
- Томас Лингмэн — Джон Гарман
- Симона Бонифэйс — Мэри Джордан
- Марта Мэттокс — миссис Чарльз Петерсон
- Гертруда Астор